# The World in His Arms
The World in His Arms is een Amerikaanse avonturenfilm uit 1952 onder regie van Raoul Walsh. Destijds werd de film in Nederland uitgebracht onder de titel De avonturen van Captain Clark.

## Verhaal
De Russische gravin Marina Selanova is in San Francisco op de vlucht voor haar gearrangeerde huwelijk. Ze boekt een reis met het schip van de Portugees naar Alaska. Daar kan haar oom haar beschermen. Ze ontmoet robbenjager Jonathan Clark, de verbitterde rivaal van de Portugees. Hij wordt verliefd op haar. Als de gravin de volgende dag naar Alaska blijkt te zijn vertrokken, gaat Clark naar haar op zoek.

## Rolverdeling
| Acteur             | Personage                |
| ------------------ | ------------------------ |
| Gregory Peck       | Kapitein Jonathan Clark  |
| Ann Blyth          | Gravin Marina Selanova   |
| Anthony Quinn      | De Portugees             |
| John McIntire      | Diaken Greathouse        |
| Carl Esmond        | Prins Semyon             |
| Andrea King        | Mamie                    |
| Eugenie Leontovich | Anna Selanova            |
| Hans Conried       | Eustace                  |
| Rhys Williams      | Eben Cleggett            |
| Sig Ruman          | Generaal Ivan Vorashilov |
| Gregory Gaye       | Kolonel Paul Shushaldin  |
| Bill Radovich      | Ogeechuk                 |
| Bryan Forbes       | William Cleggett         |
| Henry Kulky        | Peter                    |